# Dissocarpus paradoxus
Dissocarpus paradoxus là loài thực vật có hoa thuộc họ Dền. Loài này được (R.Br.) F.Muell. ex Ulbr. mô tả khoa học đầu tiên năm 1934.